# Lambert Schill
Lambert Schill (* 7. Juli 1888 in Merzhausen; † 13. Dezember 1976 ebenda) war ein deutscher Landwirt und Politiker (Zentrum, BCSV, CDU).

## Leben
Er wurde als Sohn des Landwirtes und Merzhausener Bürgermeisters Josef Schill geboren. Nach dem Besuch der Volksschule und der Landwirtschaftsschule in Freiburg arbeitete er seit 1905 im elterlichen Betrieb, den er 1920 als selbständiger Landwirt übernahm. 1912 wurde er zum Bezirksvorstand des Badischen Bauernvereins gewählt. Von 1914 bis 1918 nahm er als Soldat am Ersten Weltkrieg teil. Für seine Verdienste wurde er mit dem Eisernen Kreuz I. und II. Klasse sowie mit der Badischen Verdienstmedaille in Silber ausgezeichnet.
Während der Zeit der Weimarer Republik setzte Schill seine Arbeit in landwirtschaftlichen Verbänden fort. Er war von 1922 bis 1929 Vizepräsident und von 1929 bis 1933 Präsident des Badischen Bauernvereins. Von 1921 bis 1933 war er Mitglied der Badischen Landwirtschaftskammer und fungierte zuletzt auch als deren Vizepräsident. Als Mitglied der Zentrumspartei gehörte er von 1921 bis 1925 sowie von 1929 bis 1933 als Abgeordneter dem Landtag der Republik Baden an. Hier vertrat er vor allem die Interessen der badischen Kleinbauern.
Am 22. November 1931 war die Badische Bauernschule durch mehrere Verbandszusammenschlüsse unter Lambert Schill als „Verein Badische Bauernschule“ nach längerer Umbauphase im Schloss Ittendorf gegründet und in Gegenwart von Minister Andreas Hermes eingeweiht worden.
Nach der „Machtübernahme“ der Nationalsozialisten und der Gründung des Reichsnährstandes wurde Schill seiner Ämter enthoben. Im Anschluss betätigte er sich im landwirtschaftlichen Genossenschaftswesen. Noch im Herbst 1933 wurde er zum Bürgermeister der Gemeinde Merzhausen gewählt, durfte die Wahl aber nicht annehmen. Nach dem Attentat vom 20. Juli 1944 wurde er für mehrere Wochen inhaftiert.
Nach dem Zweiten Weltkrieg war Schill erneut als Funktionär in Bauernverbänden aktiv. Er wurde 1946 Präsident der Badischen Landwirtschaftskammer und war als Gründungsmitglied von 1946 bis 1964 Präsident des Badischen Landwirtschaftlichen Hauptverbandes (BLHV). Von 1956 bis 1964 war er zudem Präsident des Badischen Raiffeisenverbandes. 1948 erfolgte seine Wahl in das Präsidium des Deutschen Bauernverbandes. Darüber hinaus war er seit 1952 Mitglied des Verwaltungsrates der Deutschen Bundesbahn.

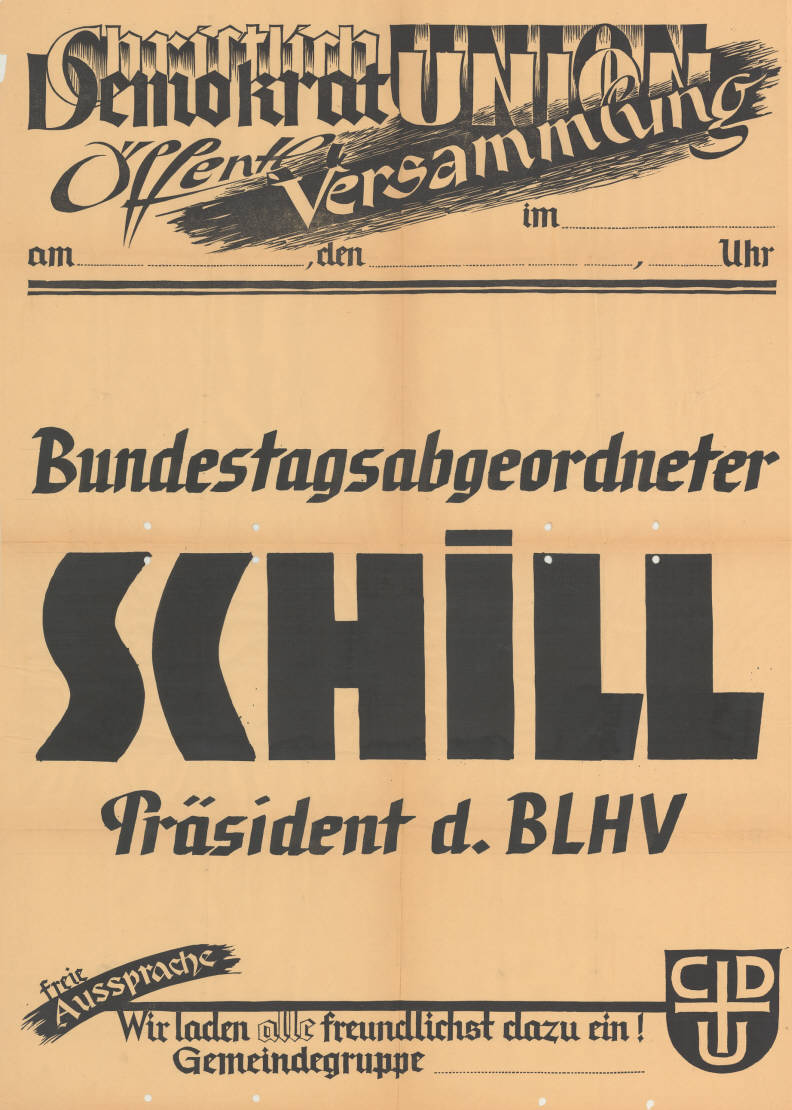
CDU-Ankündigungsplakat für Schill

Schill trat Ende 1945 in die BCSV ein, aus der 1947 der CDU Landesverband Südbaden hervorging. 1945 wurde er zum Bürgermeister der Gemeinde Merzhausen ernannt. Von November 1946 bis Mai 1947 war er Mitglied der Beratenden Landesversammlung des Landes Baden. Am 26. Juni 1947 wurde als Minister für Landwirtschaft und Ernährung in die von Staatspräsident Leo Wohleb geführte Regierung des Landes Baden berufen. Seine ministeriellen Aufgaben umfassten vor allem die Bekämpfung des Hungers und der Aufbau einer Grundversorgung mit Lebensmitteln. Aus Ablehnung eines von Wohleb eingebrachten Gesetzes zur Agrarreform trat er am 27. Januar 1948 von seinem Amt zurück, führte die Geschäfte aber noch bis zum 14. Juli 1948, als er von Alfons Kirchgässner abgelöst wurde, weiter.
Dem Deutschen Bundestag gehörte er seit dessen erster Wahl von 1949 bis 1957 an. Als direkt gewählter Abgeordneter vertrat er im Parlament den Wahlkreis Lörrach.
Lambert Schill war seit 1910 mit Josefine Kälber verheiratet. Aus der Ehe gingen 14 Kinder hervor. Drei von seinen Söhnen fielen während des Zweiten Weltkrieges.

## Ehrungen
- 1954: Großes Verdienstkreuz der Bundesrepublik Deutschland (1965: mit Stern)
- 1963: Ordre du Mérite agricole (Commandeur) der Republik Frankreich
- 1964: Ehrenpräsident des Badischen Landwirtschaftlichen Hauptverbandes und des Badischen Raiffeisenverbandes
- 1964: Ehrenbürger der Gemeinde Merzhausen
- 1976: Verdienstmedaille des Landes Baden-Württemberg
- Ehrensenator der Universität Hohenheim
- Zu Schills Gedenken verleiht der Badische Landwirtschaftliche Hauptverband seit 1991 die Lambert-Schill-Medaille an verdiente Persönlichkeiten.